# Adolf van Nassau-Siegen (1586-1608)
Graaf Adolf van Nassau-Siegen (Slot Dillenburg, 8 augustus 1586 – Xanten, 7 november 1608), Duits: Adolf Graf von Nassau-Siegen (officiële titels: Graf zu Nassau, Katzenelnbogen, Vianden und Diez, Herr zu Beilstein), was een graaf uit het Huis Nassau-Siegen, een zijtak van de Ottoonse Linie van het Huis Nassau. Hij diende als officier in het Staatse leger. In de Oranjepropaganda geldt hij als een van de twaalf helden uit het Huis Nassau die in de Tachtigjarige Oorlog hun leven gaven voor de vrijheid van het Nederlandse volk.

## Biografie
Adolf werd op 8 augustus 1586 op Slot Dillenburg geboren als de derde zoon van graaf Johan VII ‘de Middelste’ van Nassau-Siegen en diens eerste echtgenote, gravin Magdalena van Waldeck-Wildungen. Hij werd op zondag 21 augustusJul. gedoopt.
Adolf studeerde in 1601 in Genève, en daarna in Bazel en in Frankrijk. Hij trad in 1604 in Staatse dienst en nam deel aan het Beleg van Oostende (1604) en het Beleg van Sluis (1604). Op 3 april 1606 werd hij benoemd tot ritmeester over een vaan van 86 ruiters. In 1608 woonde hij met zijn vader een wapenschouw bij in de Palts. Hij ondernam daarna een expeditie naar Luxemburg en sneuvelde op de terugtocht op 7 november 1608 bij Xanten. Hij werd op 23 november 1608 begraven in de Sint-Stevenskerk in Nijmegen.
Adolf en zijn oudere broers Johan Ernst en Johan ‘de Jongere’ hadden de reputatie gokkers te zijn en een volstrekt ongepaste pracht en praal in hun kleding en voorkomen te vertonen. Hun vader schreef de jonge graven brieven vol vaderlijke vermaningen, waarin hij hen aanmaande zuinig te zijn, omdat hij niet wist wat hij met zijn zorgen en schulden aan moest. In een brief van 8 december 1608 beschouwde hij zelfs het sneuvelen van Adolf als straf van God en vermaande hij beide anderen, die met ‘einem ärgerlichen Leben mit Verschwendung fast allem, was ich in der Welt habe, durch Ehebrechen und Hurerei, Plünderung und Beraubung armer, unschuldiger Leute hoch und niederen Standen’ het graafschap Nassau-Siegen ruïneerden, om een ander, beter, en de naam Nassau waardig, leven te leiden.
In 1901 werd er op initiatief van gemeentearchivaris Herman Diederik Joan van Schevichaven een gedenkplaat van 103 bij 64 cm aangebracht in het noordertransept van de Sint-Stevenskerk in Nijmegen. De tekst op deze gedenkplaat luidt:

“IN DE MAAND NOVEMBER 1608

WERD ALHIER BEGRAVEN

ADOLF GRAAF VAN NASSAU SIEGEN

DERDE ZOON VAN JAN GRAAF VAN NASSAU SIEGEN

EN VAN MAGDALENA VAN WALDECK

OP 22-JARIGEN LEEFTIJD GESNEUVELD

IN EEN TREFFEN NABIJ XANTEN

HIJ WAS EEN DER TWAALF HELDEN

UIT HET HUIS VAN NASSAU

DIE IN DEN TACHTIGJARIGEN STRIJD

HUN LEVEN GAVEN VOOR DE VRIJHEID

VAN HET NEDERLANDSCHE VOLK”

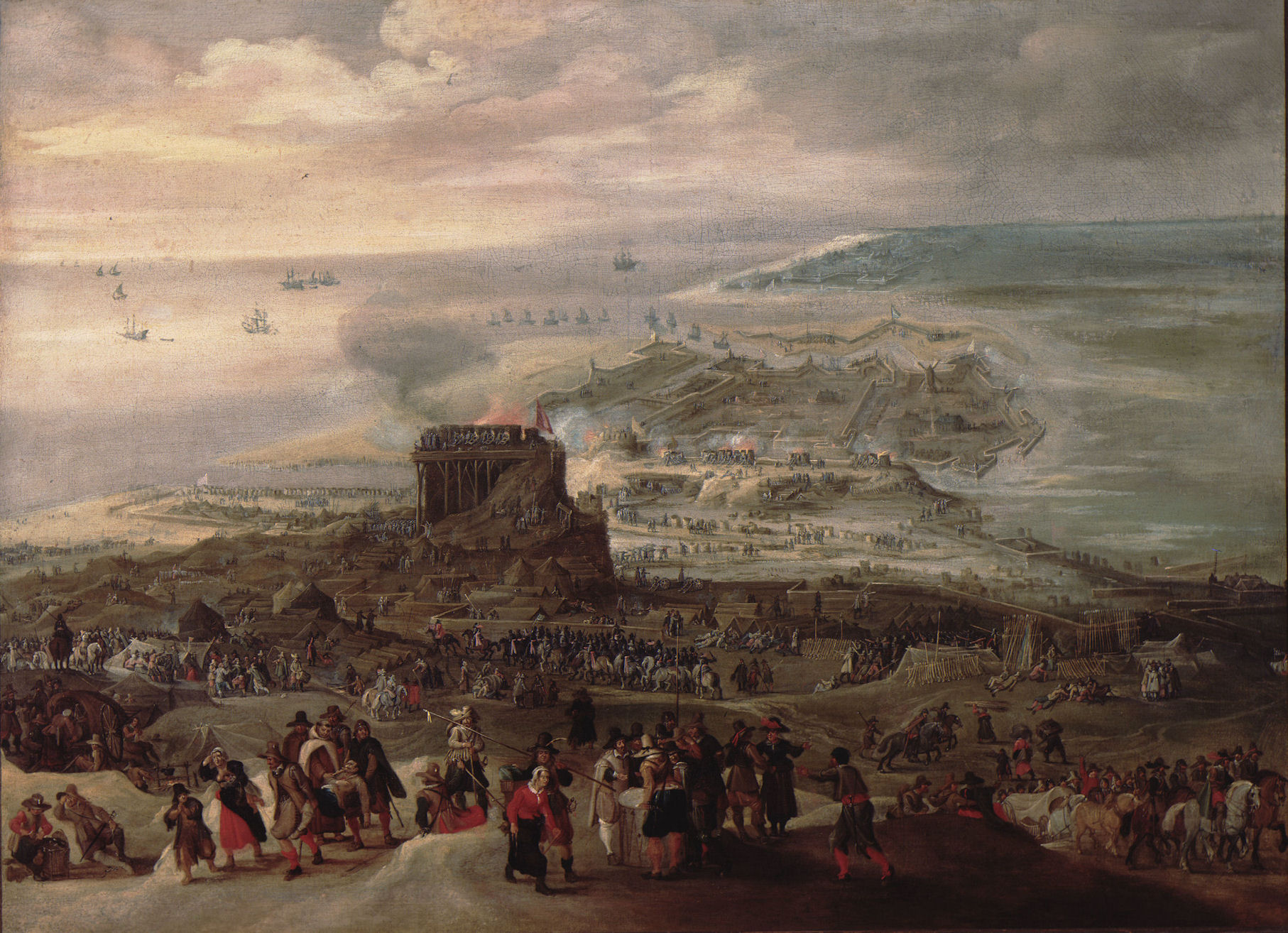
Het Beleg van Oostende (1601-1604).
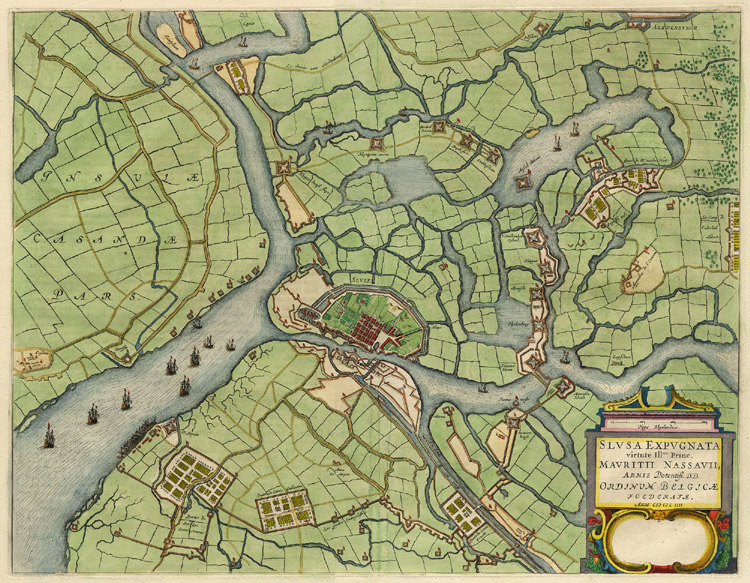
Het Beleg van Sluis (1604).
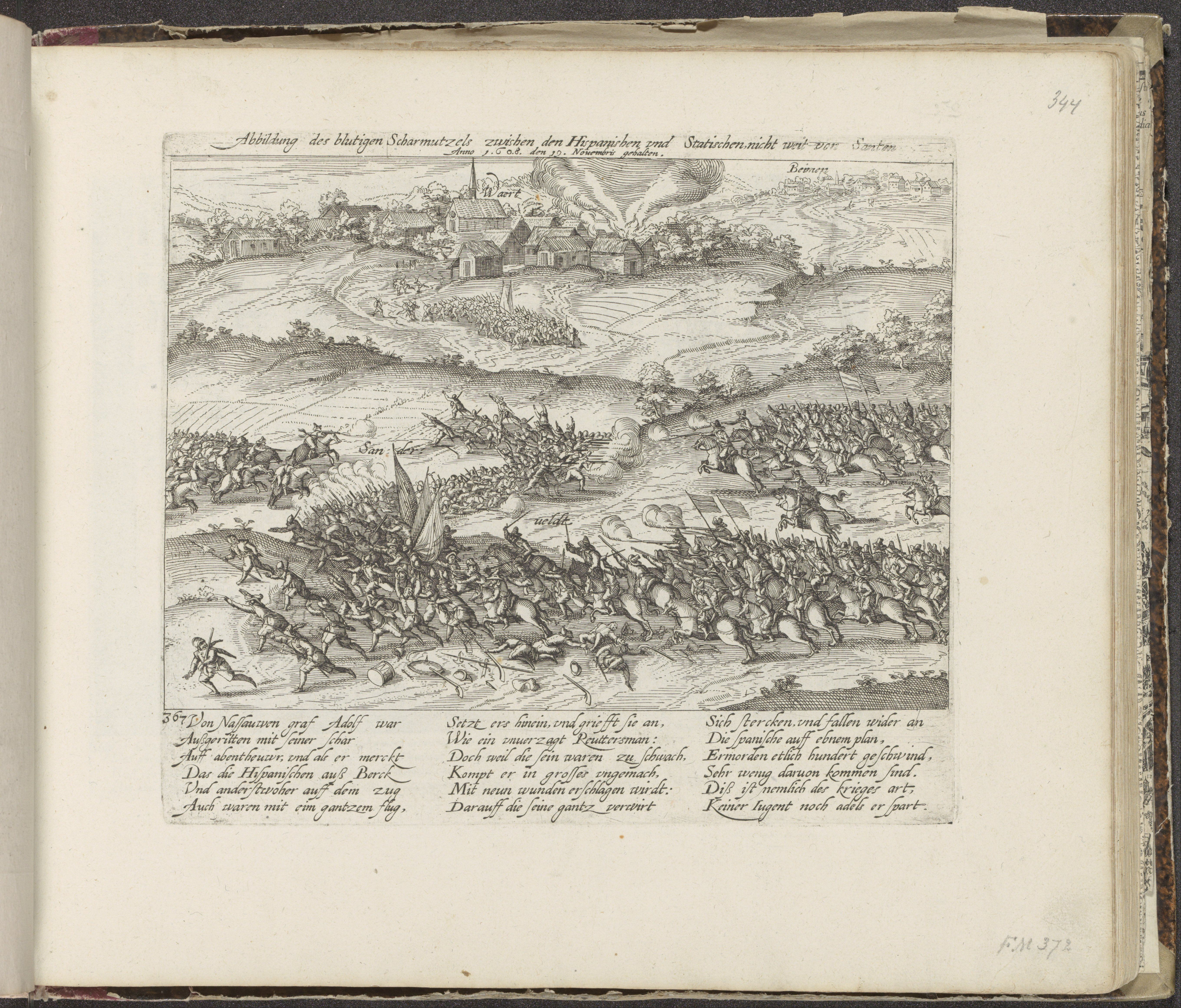
De Slag bij Xanten (1608).
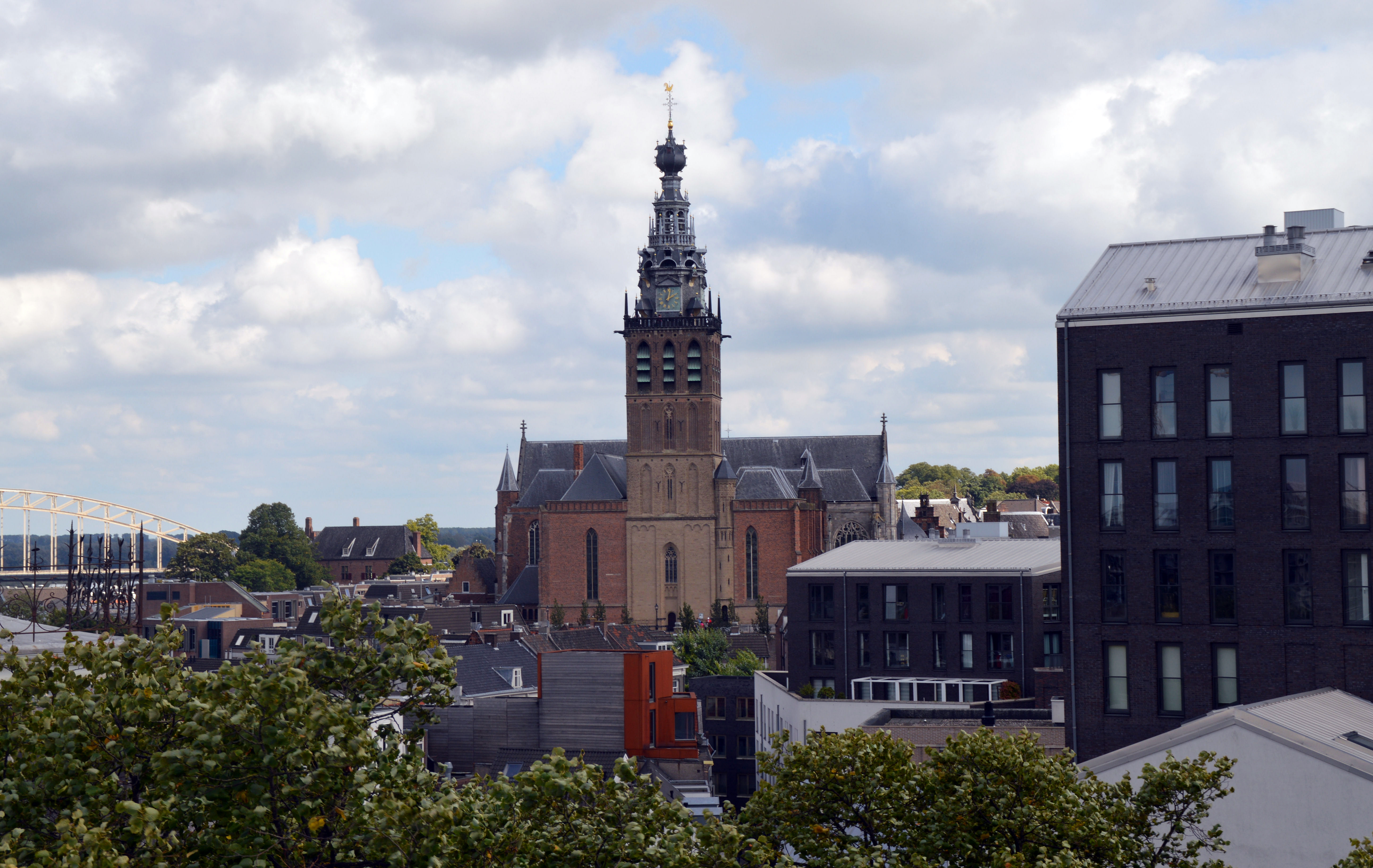
De Sint-Stevenskerk in Nijmegen in 2016.

## Voorouders
| Voorouders van Adolf van Nassau-Siegen | Voorouders van Adolf van Nassau-Siegen                                                                    | Voorouders van Adolf van Nassau-Siegen                                                                    | Voorouders van Adolf van Nassau-Siegen                                                                    | Voorouders van Adolf van Nassau-Siegen                                                                    | Voorouders van Adolf van Nassau-Siegen                                                                    | Voorouders van Adolf van Nassau-Siegen                                                                    | Voorouders van Adolf van Nassau-Siegen                                                                     | Voorouders van Adolf van Nassau-Siegen                                                                     |
| -------------------------------------- | --- | --- | --- | --- | --- | --- | --- | --- |
| Betovergrootouders                     | Johan V van Nassau-Siegen (1455–1516) ⚭ 1482 Elisabeth van Hessen-Marburg (1466–1523)                     | Botho III van Stolberg-Wernigerode (1467–1538) ⚭ 1500 Anna van Eppstein-Königstein (1481–1538)            | Johan IV van Leuchtenberg (1470–1531) ⚭ 1502 Margaretha van Schwarzburg-Blankenburg (1482–1518)           | Frederik V ‘de Oudere’ van Brandenburg-Ansbach (1460–1536) ⚭ 1479 Sofia van Polen (1464–1512)             | Filips I van Waldeck-Waldeck (1445–1475) ⚭ 1464 Johanna van Nassau-Siegen (1444–1468)                     | Willem van Runkel (?–1489) ⚭ 1454 Irmgard van Rollingen (?–1514)                                          | Gerlach II van Isenburg-Grenzau (?–1500) ⚭ 1455 Hildegard van Sierck (?–1490)                              | Hendrik van Hunolstein-Neumagen (?–1486) ⚭ 1466 Elisabeth van Boulay (?–1507)                              |
| Overgrootouders                        | Willem I ‘de Rijke’ van Nassau-Siegen (1487–1559) ⚭ 1531 Juliana van Stolberg-Wernigerode (1506–1580)     | Willem I ‘de Rijke’ van Nassau-Siegen (1487–1559) ⚭ 1531 Juliana van Stolberg-Wernigerode (1506–1580)     | George III van Leuchtenberg (1502–1555) ⚭ 1528 Barbara van Brandenburg-Ansbach (1495–1552)                | George III van Leuchtenberg (1502–1555) ⚭ 1528 Barbara van Brandenburg-Ansbach (1495–1552)                | Hendrik VIII van Waldeck-Wildungen (1465–1513) ⚭ vóór 1492 Anastasia van Runkel (?–1502/03)               | Hendrik VIII van Waldeck-Wildungen (1465–1513) ⚭ vóór 1492 Anastasia van Runkel (?–1502/03)               | Salentijn VII van Isenburg-Grenzau (vóór 1470–1534) ⚭ Elisabeth van Hunolstein-Neumagen (ca. 1475–1536/38) | Salentijn VII van Isenburg-Grenzau (vóór 1470–1534) ⚭ Elisabeth van Hunolstein-Neumagen (ca. 1475–1536/38) |
| Grootouders                            | Johan VI ‘de Oude’ van Nassau-Siegen (1536–1606) ⚭ 1559 Elisabeth van Leuchtenberg (1537–1579)            | Johan VI ‘de Oude’ van Nassau-Siegen (1536–1606) ⚭ 1559 Elisabeth van Leuchtenberg (1537–1579)            | Johan VI ‘de Oude’ van Nassau-Siegen (1536–1606) ⚭ 1559 Elisabeth van Leuchtenberg (1537–1579)            | Johan VI ‘de Oude’ van Nassau-Siegen (1536–1606) ⚭ 1559 Elisabeth van Leuchtenberg (1537–1579)            | Filips IV van Waldeck-Wildungen (1493–1574) ⚭ 1554 Jutta van Isenburg-Grenzau (?–1564)                    | Filips IV van Waldeck-Wildungen (1493–1574) ⚭ 1554 Jutta van Isenburg-Grenzau (?–1564)                    | Filips IV van Waldeck-Wildungen (1493–1574) ⚭ 1554 Jutta van Isenburg-Grenzau (?–1564)                     | Filips IV van Waldeck-Wildungen (1493–1574) ⚭ 1554 Jutta van Isenburg-Grenzau (?–1564)                     |
| Ouders                                 | Johan VII ‘de Middelste’ van Nassau-Siegen (1561–1623) ⚭ 1581 Magdalena van Waldeck-Wildungen (1558–1599) | Johan VII ‘de Middelste’ van Nassau-Siegen (1561–1623) ⚭ 1581 Magdalena van Waldeck-Wildungen (1558–1599) | Johan VII ‘de Middelste’ van Nassau-Siegen (1561–1623) ⚭ 1581 Magdalena van Waldeck-Wildungen (1558–1599) | Johan VII ‘de Middelste’ van Nassau-Siegen (1561–1623) ⚭ 1581 Magdalena van Waldeck-Wildungen (1558–1599) | Johan VII ‘de Middelste’ van Nassau-Siegen (1561–1623) ⚭ 1581 Magdalena van Waldeck-Wildungen (1558–1599) | Johan VII ‘de Middelste’ van Nassau-Siegen (1561–1623) ⚭ 1581 Magdalena van Waldeck-Wildungen (1558–1599) | Johan VII ‘de Middelste’ van Nassau-Siegen (1561–1623) ⚭ 1581 Magdalena van Waldeck-Wildungen (1558–1599)  | Johan VII ‘de Middelste’ van Nassau-Siegen (1561–1623) ⚭ 1581 Magdalena van Waldeck-Wildungen (1558–1599)  |